# インゴルシュタット
インゴルシュタット（ドイツ語: Ingolstadt、バイエルン語:Inglståd）は、ドイツのバイエルン州のドナウ川沿いにある、郡独立市である。
語源は古代ラテン語のアウリポリス(Auripolis)を由来としている。

## 概要
2015年12月31日現在13万2438人の人口を擁し、オーバーバイエルンにおいてはミュンヘンに次ぐ2番目に大きな都市であると共に、バイエルン州においてもミュンヘン、ニュルンベルク、アウクスブルク、レーゲンスブルク、ヴュルツブルクについで6番目に大きい都市である。バイエルン自由州に23箇所ある、クリスタラーの中心地理論による上位中心(Oberzentren)の内の一つでもある。近隣の大都市としては75km南にあるミュンヘン、95km北にあるニュルンベルクがある。
1989年に人口10万人の大台を突破し、大都市（人口10万人以上と定義）の仲間入りを果たした。バイエルンでは最も新しく大都市になった町である。またドナウ川沿いのドイツの都市としてはレーゲンスブルクに次いで大きい。
また、高級自動車メーカー、アウディの本社・工場があることでも知られる。30年戦争で活躍した、バイエルン公国の武将であるティリーが戦没した場所でもある。SF小説『フランケンシュタイン』の人造人間製造の舞台（主人公がここの大学に留学していた設定）でもある。

## 地理
インゴルシュタットは海抜374mのドナウ川沿いにあり、インゴルシュタット盆地 (Ingolstädter Becken) と呼ばれる広く平坦な盆地内に位置し、北側をJuraausläufern 山脈が、南側を第三期の丘陵が囲んでいる。市域は133.35km²にわたって広がっている。

## 歴史

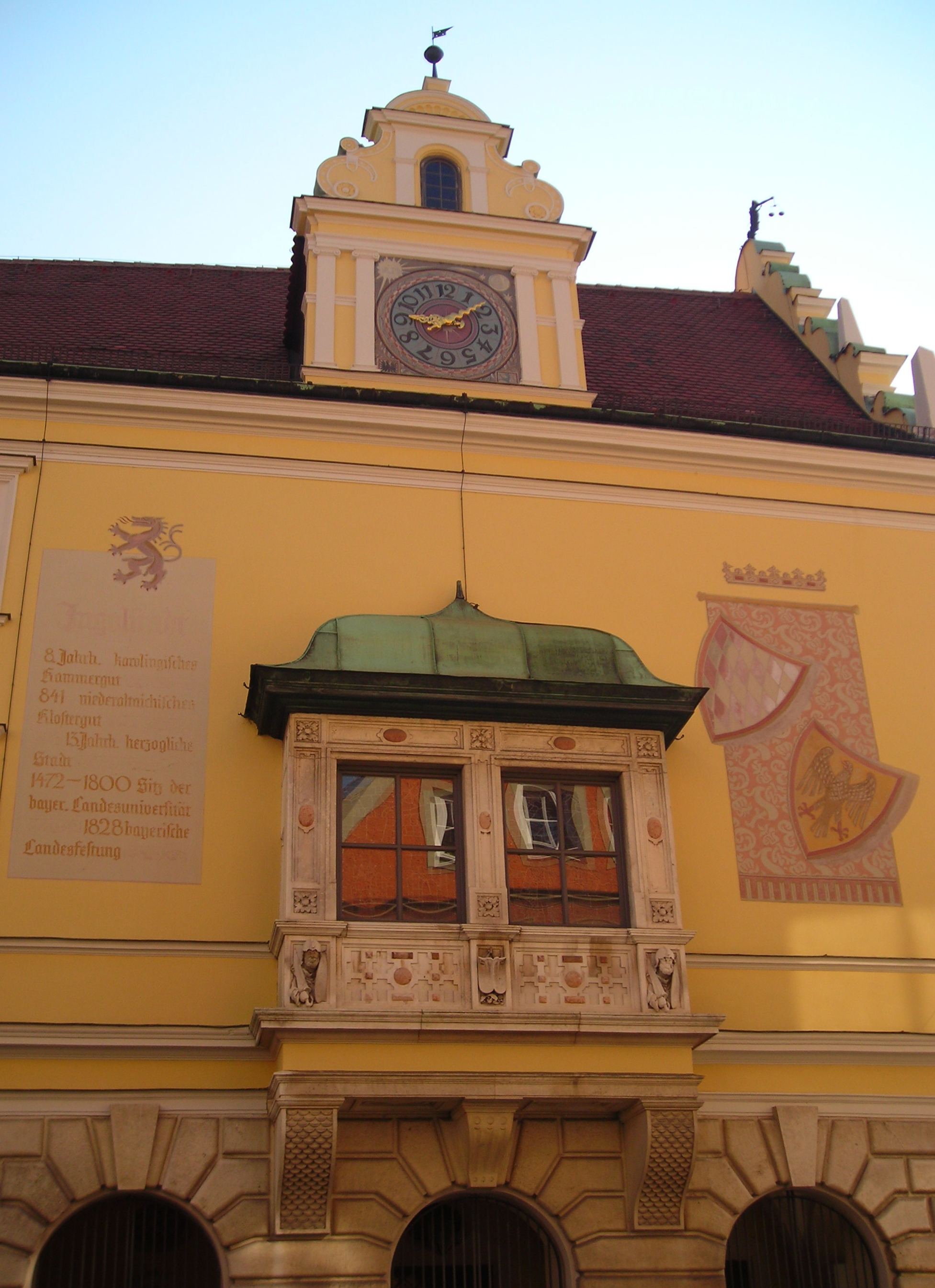
旧市庁舎

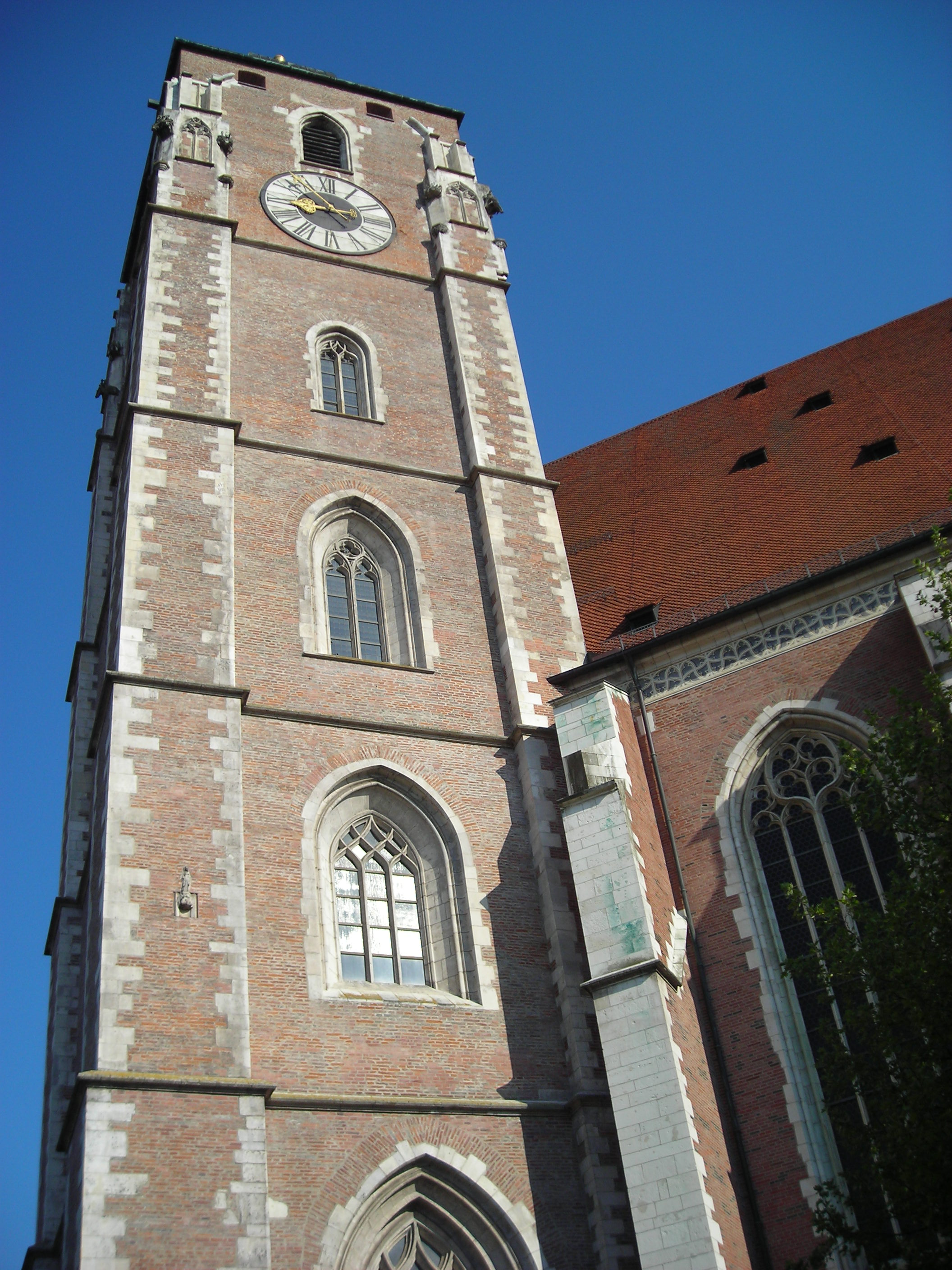
我らの淑女教会

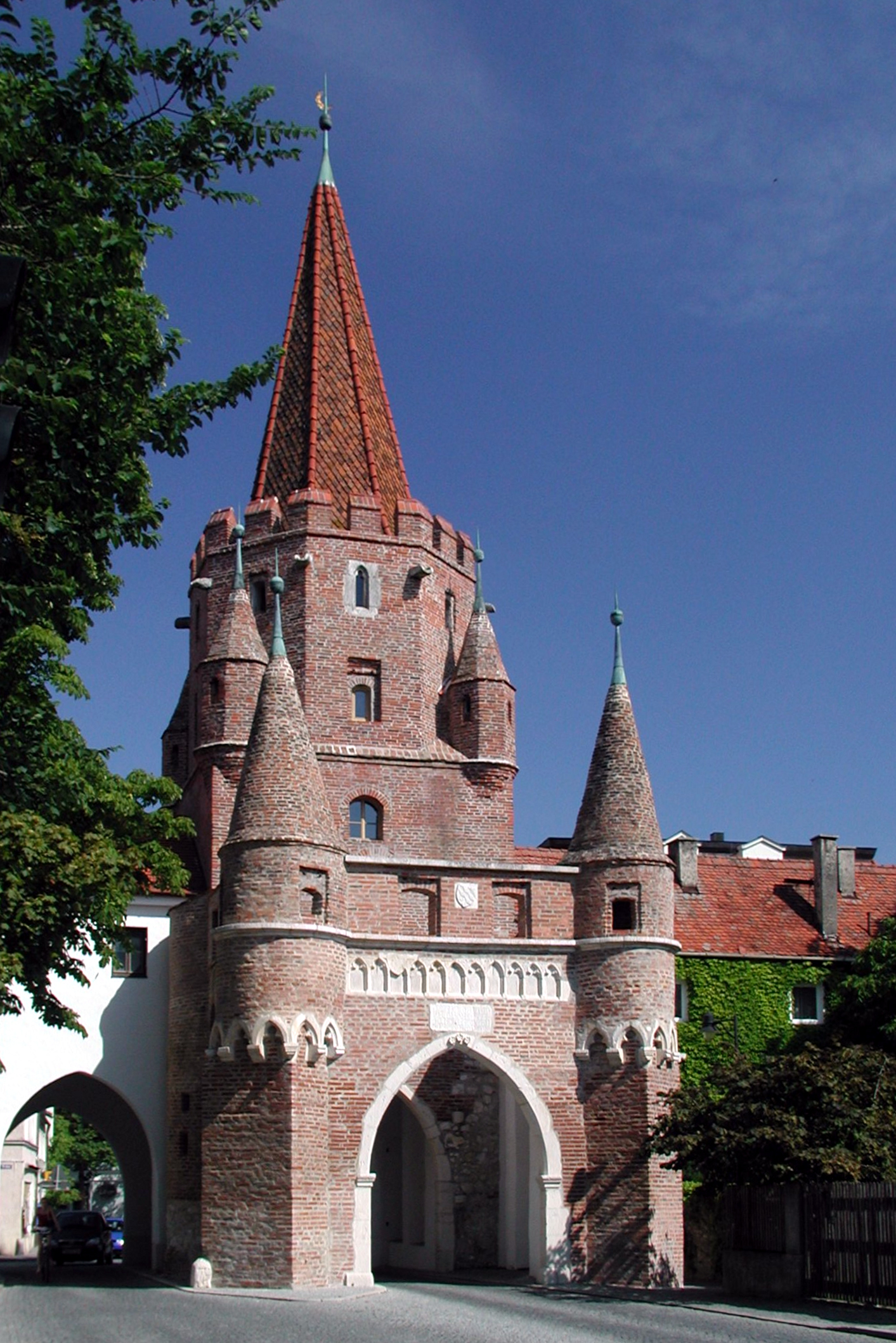
Kreuztor

806年2月6日、カール大帝の記録に「Ingoldes stat」(Ingoldの土地)として初めて登場した。
1250年頃、市の資格を得た。
1392年、神聖ローマ帝国の構成国として、シュテファン3世がバイエルン・インゴルシュタット公国を創設し、インゴルシュタットに首都を置いた。
ルートヴィヒ7世がゴシック様式のニューカッスルを建設した。
1447年、バイエルン・インゴルシュタット公国はバイエルン＝ランツフート公国に編入され滅亡した。
1472年、ルートヴィヒ9世がインゴルシュタット大学を創設した。この大学は宗教改革時代のローマ・カトリック教会の重要な守護者であった。ヨハン・エック等の学者が活躍した。
1516年、ヴィルヘルム4世がビール純粋令を書き上げ、署名した。
この法令は現在でも有効な食品に関連する法律としては世界最古のものである。
1632年4月30日、スウェーデン軍の包囲の中で、カトリック連盟のティリー伯ヨハン・セルクラエス総司令官が戦死した。
その後スウェーデン軍は撤退し、インゴルシュタットはスウェーデン軍の包囲に打ち勝った最初の要塞となった。
スウェーデン王のグスタフ2世アドルフの馬は要塞の「The Fig」と呼ばれる大砲に撃たれ、現在は市立博物館に展示されている。
1748年、イルミナティの創設者であるアダム・ヴァイスハオプトが誕生した。
1799年、フランスに占領され、要塞は破壊された。
1800年、インゴルシュタット大学がランツフートに移転した。
1818年、イギリスのメアリー・シェリーが、インゴルシュタットを舞台にフランケンシュタインを出版した。舞台のIngolstädter Alte Anatomie(旧解剖学研究所)は現在は中世博物館になっている。
1826年、インゴルシュタット大学がミュンヘンに移転し、ルートヴィヒ・マクシミリアン大学ミュンヘンになった。
1828年から1841年にかけて新たな要塞が築かれ、17世紀の三十年戦争にちなんで Reduit Tilly と命名された。要塞の敷地内にはバイエルン軍事博物館（1972年にミュンヘンから移転）とバイエルン警察博物館（2011年新設）が所在している。
1850年、アドルフ・シェルツァーが「Bayerischer Defiliermarsch」(バイエルン分列行進曲)を作曲する。同曲はバイエルン賛歌に並ぶ「バイエルンの裏国歌」として親しまれており、1972年ミュンヘンオリンピックでも採用された。
第一次世界大戦中、後にフランスの大統領になるシャルル・ド・ゴールが捕虜として滞在した。
1928年、マリールイーゼ・フライサーがインゴルシュタットの開拓者を書いた。
1945年、自動車製造業のアウトウニオン幹部が初めて訪れた。
アウトウニオンが元々使用していたケムニッツとツヴィッカウの工場は第二次世界大戦で閉鎖され、戦後は東ドイツとなり使用出来なくなった。
1949年、欧州復興計画の助けを得て、アウトウニオンがこの地で再建された。
1964年、フォルクスワーゲンがアウトウニオンを買収し、後にアウディになった。
1989年、人口が大都市の条件である10万人を突破し、バイエルン州で6番目に大都市になった。
今日では、アウディは地域の最大雇用企業であり、インゴルシュタットの経済を支えている。

## スポーツ
FCインゴルシュタット04が、インゴルシュタットを本拠地とするサッカークラブである。
ERC Ingolstadtというインゴルシュタットを本拠地とするアイスホッケーチームがある。

## 出身有名人
架空の人物としては『フランケンシュタイン』に登場する人造人間（フランケンシュタインの怪物）がここで製造された設定になっている。
（なお、製作者のヴィクター・フランケンシュタインはジュネーヴ生まれ）

## 姉妹都市
- オポーレ、ポーランド
- カーコーディ、スコットランド
- グラース、フランス
- カッラーラ、イタリア
- ムルスカ・ソボタ、スロヴェニア
- クラグイェヴァツ、セルビア
- マニサ、トルコ
- Central District、モスクワ、ロシア
- ジェール、ハンガリー
- 仏山市、中華人民共和国